# La otra parte
La otra parte. Una novela fantástica (título en alemán: Die andere Seite)  es una novela de Alfred Kubin. Escrita en otoño de 1908, fue publicada al año siguiente por la editorial G. Müller en Múnich y Leipzig, con ilustraciones del propio Kubin.
«¡La vida es un sueño! Nada me parece más acertado que esta antigua ecuación», escribió Kubin en 1922 sobre sus experiencias oníricas. Esta frase proporciona un lema aplicable a la primera y última novela del autor austríaco.

## Recepción e influencias
La otra parte obtuvo un resonante éxito entre literatos y artistas contemporáneos, aunque nunca ha llegado a ser conocida entre capas más amplias del público lector. La novela, que se autodenominaba «fantástica», repercutió en Gustav Meyrink, Franz Kafka y en los surrealistas  germanohablantes, de quienes Kubin puede considerarse precursor. La otra parte se inscribe en la tradición de Edgar Allan Poe y de E. T. A. Hoffmann, a quienes Kubin conocía bien y cuyas obras ya había ilustrado.

## Trama y temas del libro
El protagonista de la novela es, como Kubin, un dibujante profesional. A invitación del multimillonario Claus Patera, viejo amigo suyo, viaja a Perla, la capital del Reino de los Sueños que Patera ha construido en Extremo Oriente. Al principio, la extraña ciudad, sumida en permanente penumbra, es una fuente de inspiración para el artista. Más adelante, sin embargo, tras la muerte de su mujer, esta fascinación se transforma en una visión terrorífica del colapso y destrucción apocalíptica del Reino de los Sueños, cuya descripción minuciosa y despiadada ocupa la segunda mitad del libro. 
Temas centrales de la novela son la continuidad inconsútil entre sueño y realidad, que Kubin lleva al sueño dentro del sueño, además del reconocimiento de la dualidad del mundo y de la unión de contrarios. Kubin ilustra esto último en la lucha final entre el proteico  Patera y su oponente, el fabricante estadounidense de conservas Herkules Bell: ambos terminan fundiéndose en una masa indistinguible. La novela concluye: «El demiurgo  es hermafrodita».
- Datos: Q443991